# 川崎雅夫
川崎 雅夫（かわさき まさお、Masao Kawasaki、1951年1月7日 - ）は、東京生まれのヴァイオリニスト、ヴィオリストである。子の川崎洋介も同じくヴァイオリニストであり、水戸室内管弦楽団メンバー。

## 略歴
5歳からヴァイオリンを始め、久保田良作、斎藤秀雄に師事した。1964年、中学校2年生の時、第18回全日本学生音楽コンクール全国大会中学生の部で第1位を受賞した。1966年、桐朋女子高等学校音楽科に進み、1969年、同高校を卒業し、桐朋学園大学音楽学部に進んだ。1973年、ジュリアード音楽院に奨学生として留学し、ドロシー・ディレイに師事した。

## 演奏活動
1973年、ソリストとしてカーネギーホールでシンシナティ交響楽団と共演してデビュー。東京クヮルテット、エマーソン弦楽四重奏団などへの客演、ウエストチェスター室内楽シリーズの音楽監督、ニュージャージー室内楽協会、TOKYOソロイスツ、水戸室内管弦楽団のメンバーでもある。宮崎国際音楽祭に、第一回目から参加している。

## 教職
1980年、ブルックリン大学音楽院で弦楽主任教授、1981年、ジュリアード音楽院のドロシー・ディレイの助手、1983年、シンシナティ音楽大学でヴィオラ教授、1987年、ジュリアード音楽院の教授に就任。教え子に、アン・アキコ・マイヤース、ジョシュア・ベル、竹澤恭子、漆原朝子、服部譲二、川久保賜紀、神尾真由子、佐藤俊介等のヴァイオリニストがいる。